# Lago Tingstäde
Il lago Tingstäde è un lago della Svezia che si trova nell'isola di Gotland.